# Volterra
Pour les articles homonymes, voir Volterra (homonymie).
Volterra est une commune italienne d'environ 9 408 habitants située dans la province de Pise, en Toscane, dans l'Italie centrale.

## Géographie

### Site

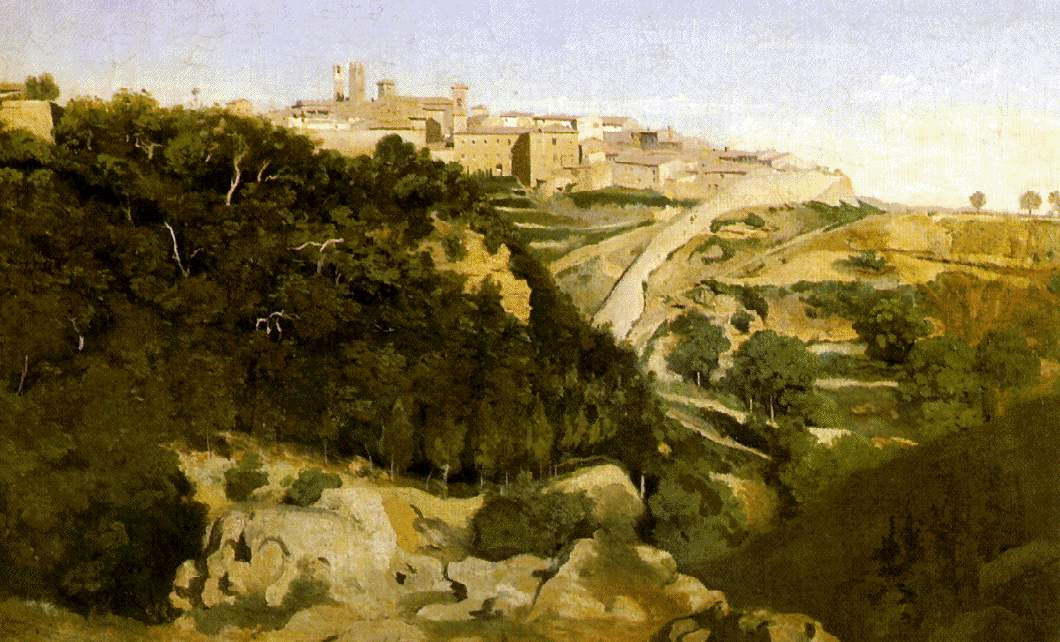
Volterra, le municipe
Camille Corot, 1834
Musée du Louvre.

Située dans la province de Pise, la commune de Volterra se trouve sur le plateau du même nom, à 550 m d'altitude. Elle est entourée, au nord, par l'Era et par la vallée de Cecina, au sud-ouest.

### Hameaux
- Hameaux (frazioni) : Saline, Villamagna, Mazzolla, Montemiccioli ;
- agglomerati : Pignano, Prato d'Era, San Cipriano, Sensano, Ulignano, Ponsano, Vicarello, Roncolla, Il Cipresso, Montebradoni.

### Communes limitrophes
Casole d'Elsa, Castelnuovo di Val di Cecina, Colle di Val d'Elsa, Gambassi Terme, Lajatico, Montaione, Montecatini Val Di Cecina, Peccioli, Pomarance, San Gimignano.
- La Villa di Spedaletto, située à Lajatico, est la villa médicéenne la plus proche de Volterra.

## Histoire

### Antiquité
Volterra est l'ancienne lucumonie Velathri étrusque. Elle était membre de la Dodécapole.
Elle est devenue Volterrae après la guerre sociale.

### Moyen Âge
À partir du milieu du XIIe siècle, Volterra s'émancipa de l'autorité des évêques pour former une commune indépendante. En 1253, le régime du Popolo remplaça l'ancienne république aristocratique. La bourgeoisie urbaine s'empara alors du pouvoir. En 1274, la cité intégra la Ligue guelfe de Toscane. Elle devint ainsi l'alliée notamment de Florence et l'adversaire de la république de Pise, sa voisine, qui était gibeline. Après une période pendant laquelle s'exerça la seigneurie de la famille Belforti (1340-1361), Volterra tomba sous la tutelle de Florence. Elle garda cependant une certaine autonomie politique. En 1429, une révolte menée par le citoyen Giusto Landini tenta de défaire la ville de cette tutelle, en vain. En 1472, les troupes florentines assiégèrent la cité et la mirent à sac. Volterra fut définitivement annexée à l'État médicéen.
La cité médiévale est encore visible dans sa structure architecturale, perchée sur une colline, entourée de remparts et dominée par une forteresse (devenue une prison puis un pénitencier).

### Monuments et lieux d'intérêt
- Le théâtre romain
- Le Palazzo Viti (XVIe siècle)
- Les murailles

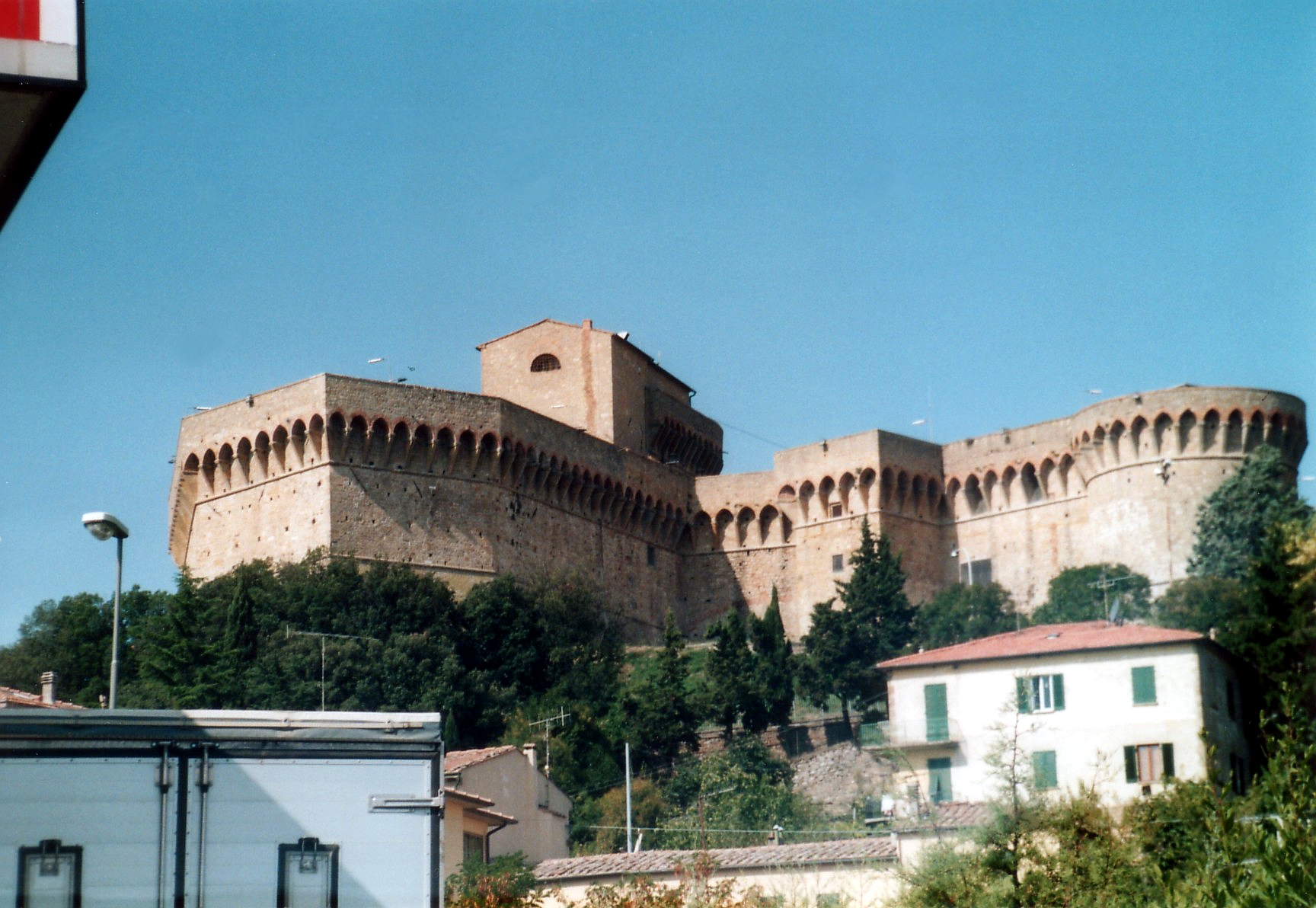
La forteresse Médicis.

- Les portes all'Arco, Diana, a Selci et San Francesco
- La forteresse Médicis (XIVe et XVe siècles)

## Culture

Vue près de Volterra
Camille Corot, 1838
National Gallery of Art, Washington.

### Musées
- La pinacothèque communale au Palazzo Soliani (attribué à Antonio da Sangallo le Vieux), qui héberge la célèbre Descente de Croix de Rosso Fiorentino et un retable, intitulé Christ en gloire, de Domenico Ghirlandaio.
- Le Museo Diocesano di Arte Sacra.
- Le Museo etrusco Guarnacci comprenant plus de 600 urnes cinéraires étrusques sculptées (tuf, albâtre, terre cuite) et la fameuse statuette votive  l'Ombra della sera.
- Il Museo della tortura présente de nombreux instruments de torture, datant principalement du Moyen Âge.

### Fêtes, foires
Chaque année, au mois d'août, une fête médiévale est organisée par la ville. Les habitants revêtent des déguisements médiévaux, des jeux d'époques comme des combats en armes ont lieu sur la place. Des musiciens entonnent également des airs d'autrefois.
L'ensemble de la ville est orné de pavillons à cette occasion.

## Politique et administration

### Administration
| Période                                  | Période  | Identité         | Étiquette                            | Qualité |
| ---------------------------------------- | -------- | ---------------- | ------------------------------------ | ------- |
| 1944                                     | 1946     | Amedeo Meini     | Socialiste, désigné par le CLN       | maire   |
| 1946                                     | 1951     | Mario Giustarini | PCI, PSI, PdA                        | maire   |
| 1951                                     | 1956     | Mario Giustarini | PCI                                  | maire   |
| 1956                                     | 1960     | Mario Giustarini | PCI                                  | maire   |
| 1960                                     | 1964     | Mario Giustarini | PCI                                  | maire   |
| 1964                                     | 1970     | Mario Giustarini | PCI                                  | maire   |
| 1970                                     | 1975     | Mario Giustarini | PCI                                  | maire   |
| 1975                                     | 1980     | Mario Giustarini | PCI                                  | maire   |
| 1980                                     | 1985     | Giovanni Brunale | PCI                                  | maire   |
| 1985                                     | 1990     | Giovanni Brunale | PCI                                  | maire   |
| 1990                                     | 1995     | Giovanni Brunale | PCI                                  | maire   |
| 1995                                     | 1999     | Ivo Gabellieri   | Liste civique de centre-gauche       | maire   |
| 1999                                     | 2004     | Ivo Gabellieri   | Liste civique de centre-gauche       | maire   |
| 2004                                     | 2009     | Cesare Bartaloni | Liste civique de centre-gauche       | maire   |
| 2009                                     | 2014     | Marco Buselli    | Liste civique « unis pour Volterra » | maire   |
| 2014                                     | 2019     | Marco Buselli    | Liste civique « unis pour Volterra » | maire   |
| 2019                                     | En cours | Giacomo Santi    | Liste civique #fareVolterra          | maire   |
| Les données manquantes sont à compléter. |          |                  |                                      |         |

### Jumelages
- Mende (France) depuis 1993 ;
- Wunsiedel (Allemagne) depuis 2006.

## Évolution démographique
Habitants recensés

## Lieux et monuments

### Architecture religieuse
- Le Duomo, la Cattedrale di Santa Maria Assunta et son baptistère de Giroldo da Como (it) (1283) et les fonts baptismaux d'Andrea Sansovino (1502).
- Le palais épiscopal, ancien grenier municipal.
- L'église San Francesco, où se trouvent des fresques de Cenni di Francesco.
- Le Palazzo dei Priori et sa tour crénelée, reconstruite au XIXe siècle après le tremblement de terre de 1846.

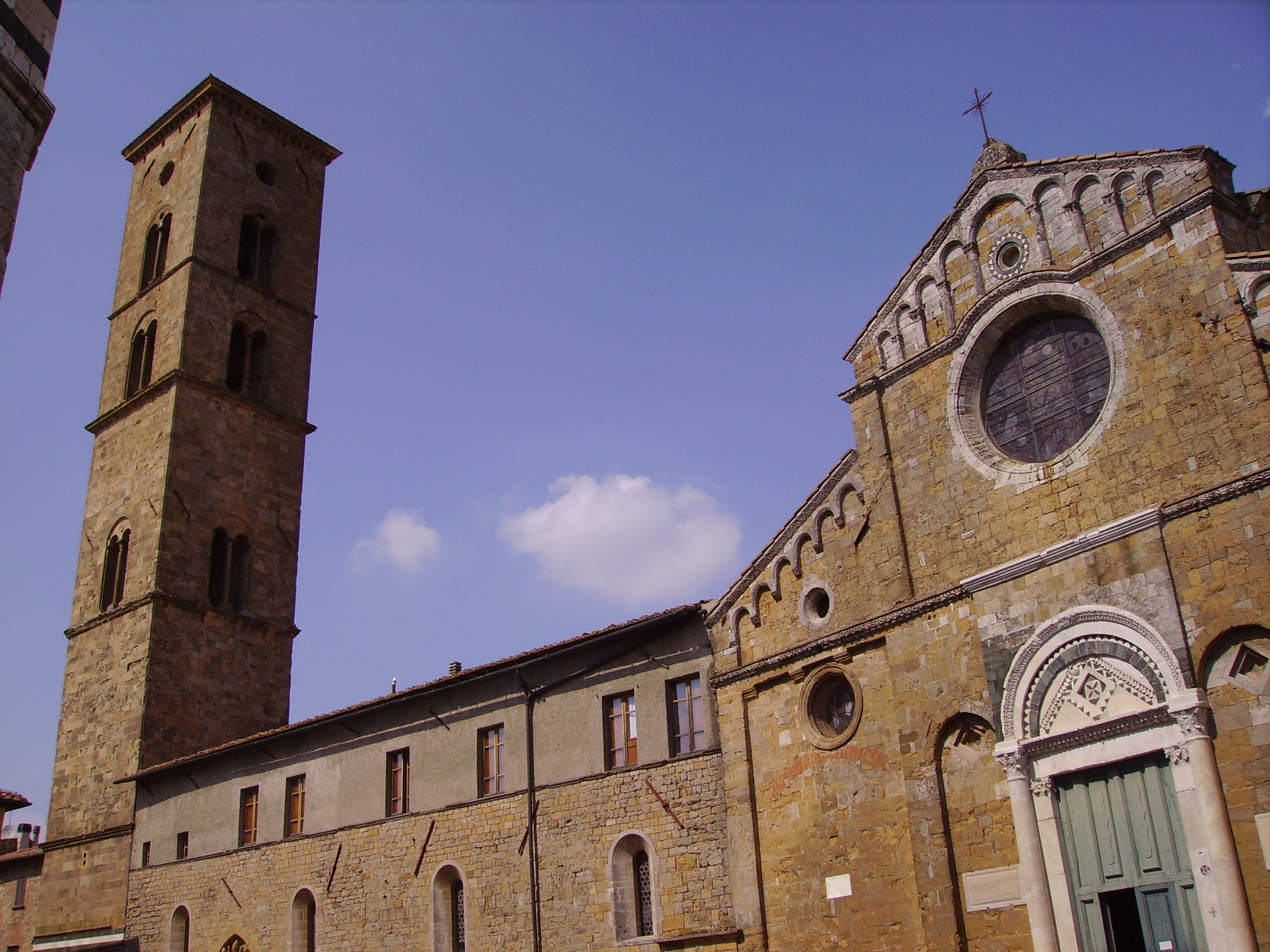
Le Duomo et le campanile.
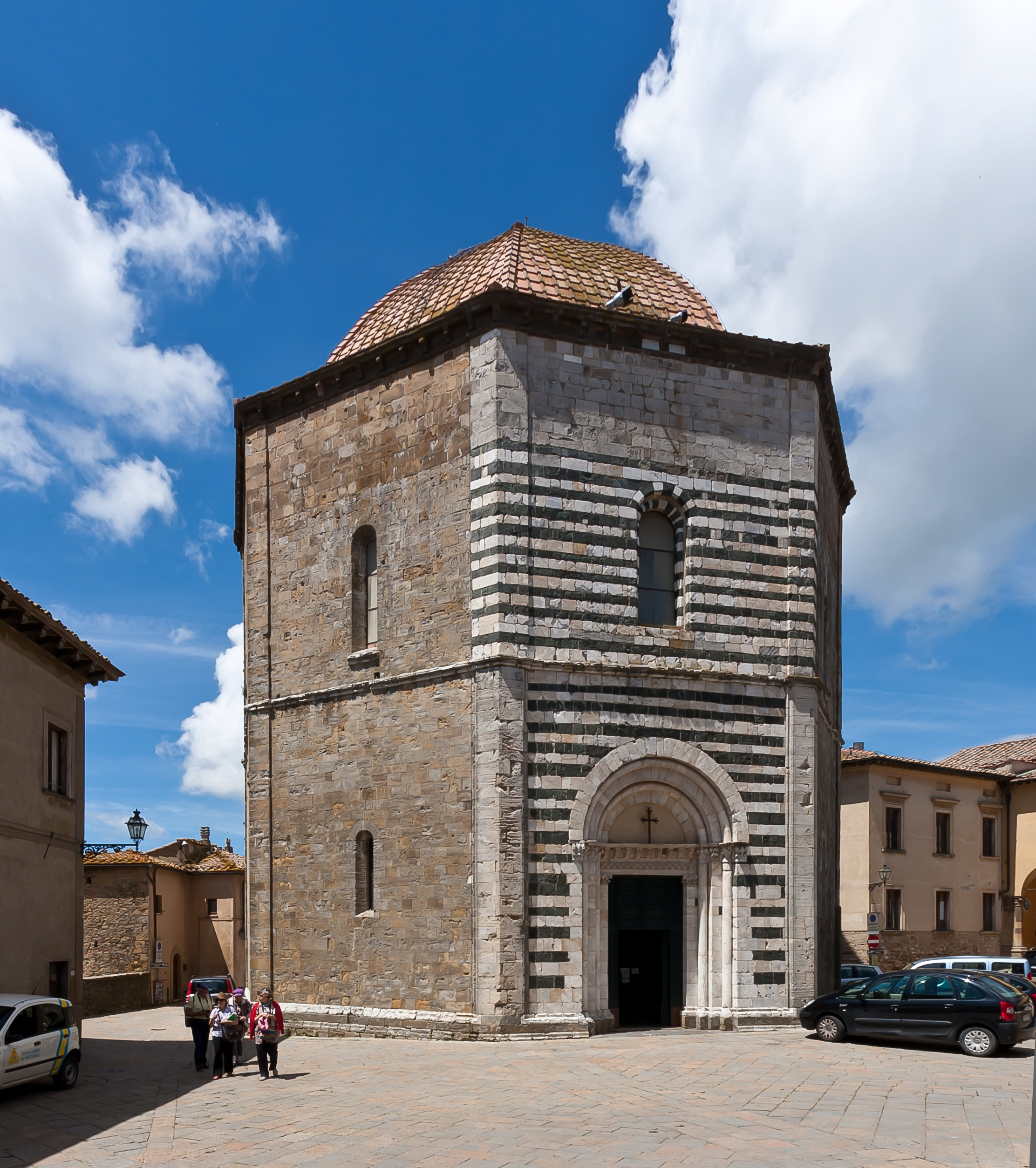
Baptistère.
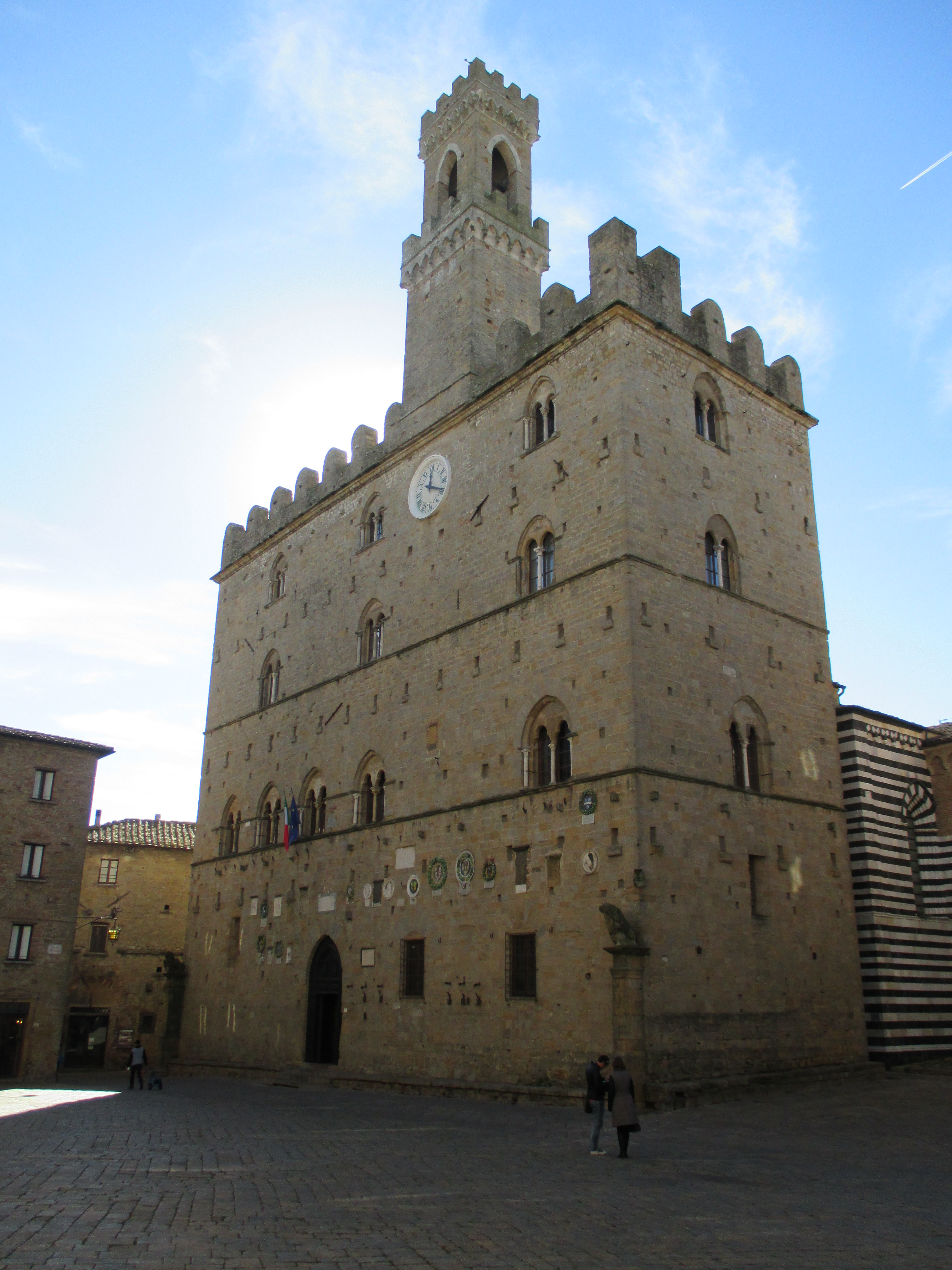
Palazzo dei Priori.

### Architecture militaire
- La Porta all'Arco, qui fermait la muraille étrusque (IIIe – IIe siècle av. J.-C.).
- La forteresse médicéenne la Rocca Vecchia et la Rocca Nuova, utilisées comme prisons.

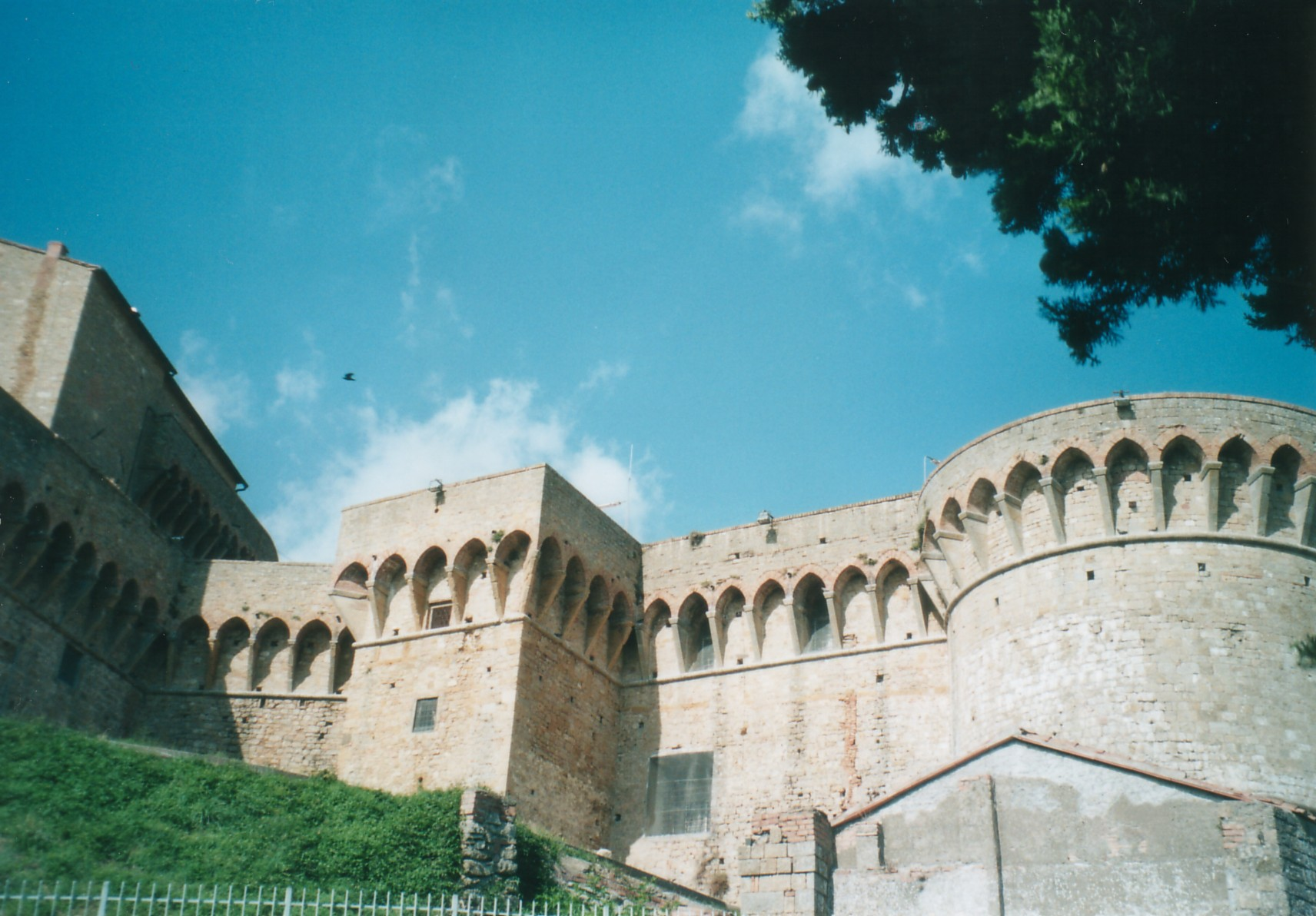
Forteresse des Médicis.
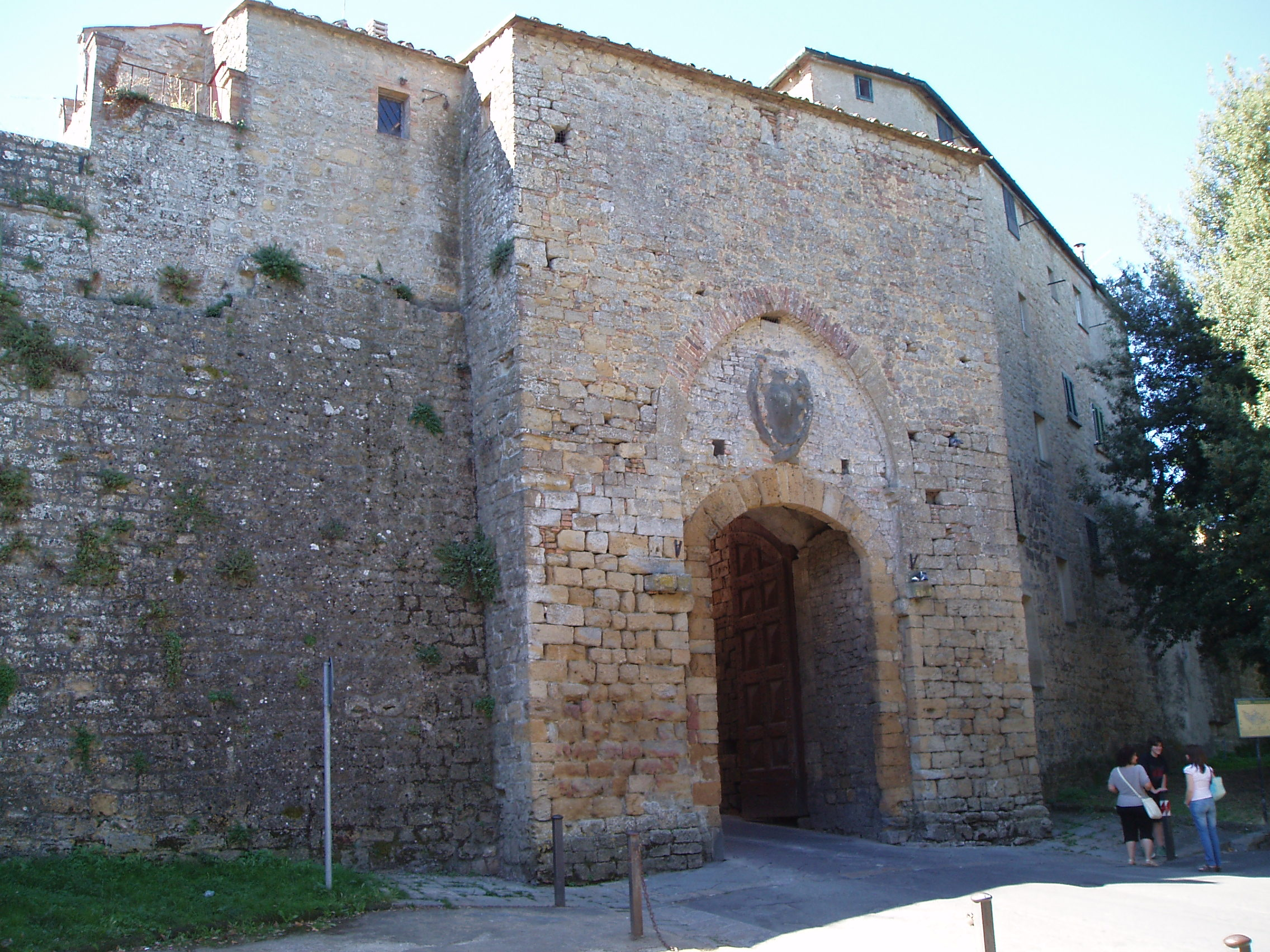
Porta Fiorentina.
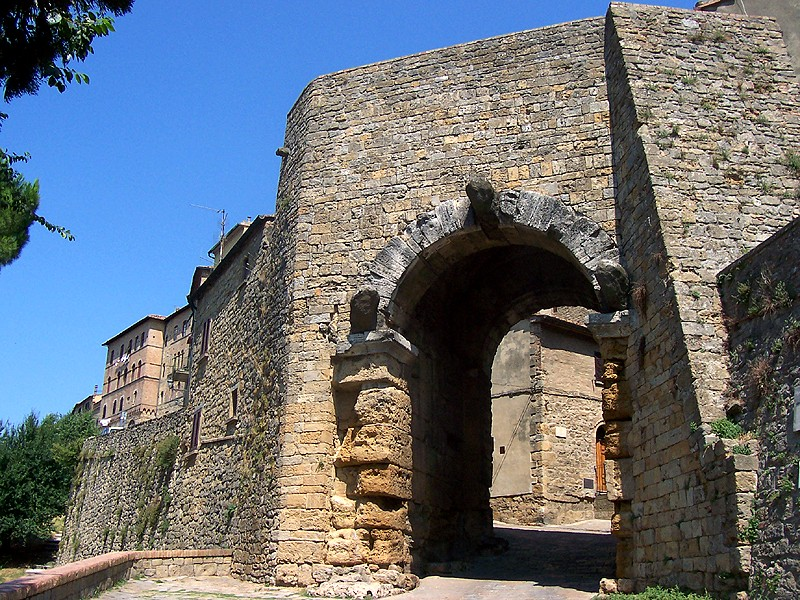
Porte étrusque : Porta all'Arco.
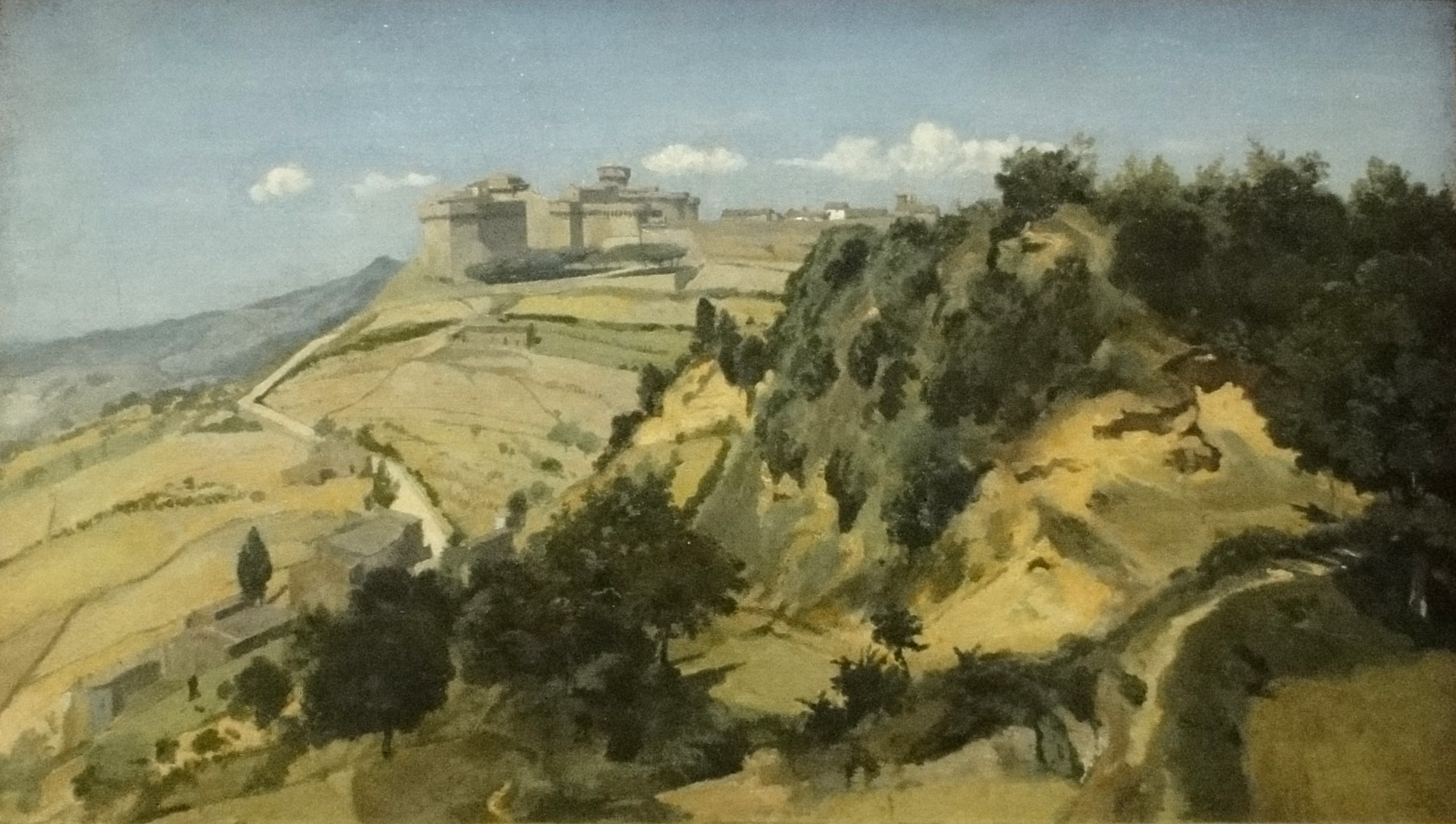
Volterra, la citadelle Camille Corot, 1834 Musée du Louvre.

### Architecture civile
- La Piazza dei Priori.
- Le Palazzo Pretorio et sa torre del Porcinello, ou torre dei Podestà.
- Le Palazzo Viti et ses collections.
- Le quartier médiéval du Quadrivio del Buomparenti.
- Le parc archéologique avec les vestiges  de l'acropole étrusco-romaine et le théâtre romain.
- La Via Matteotti, rue médiévale.
- Les maisons-tours :
  - Casa-Torre Allegretti
  - Casa-Torre Buonaguidi
  - Casa-Torre Buonparenti
  - Casa-Torre Minucci
  - Casa-Torre dello Sbarba
  - Casa-Torre Toscano

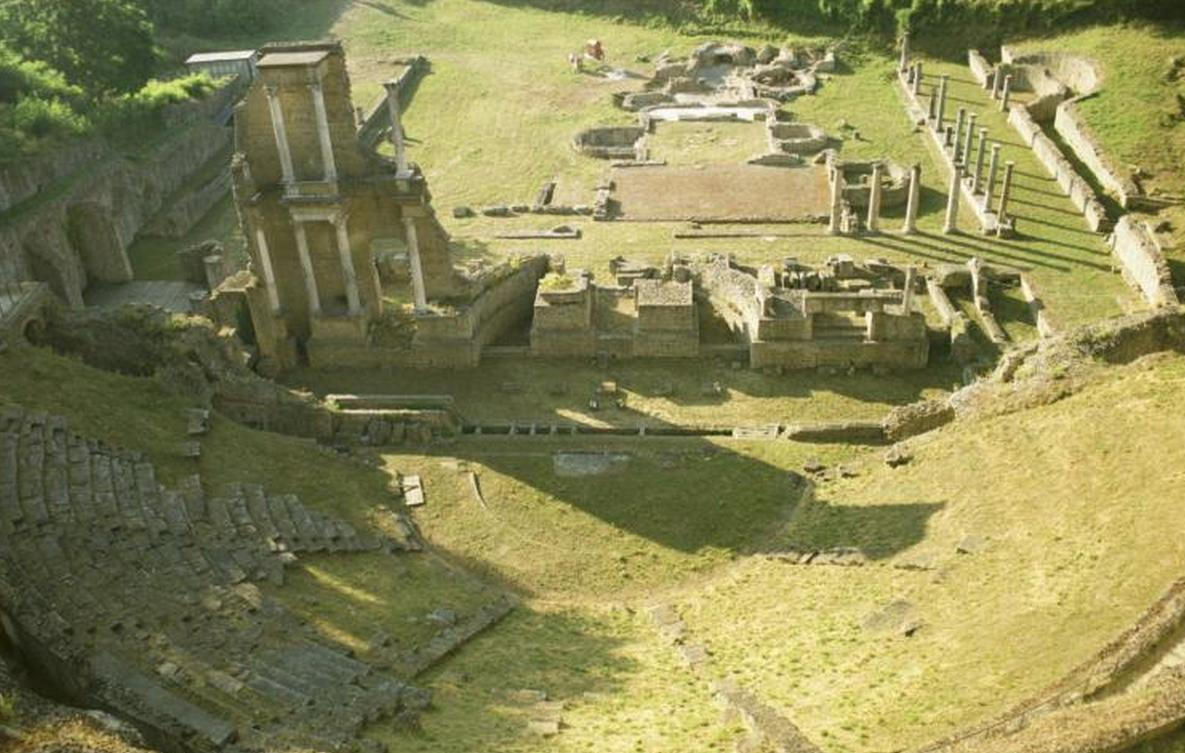
Théâtre Romain.
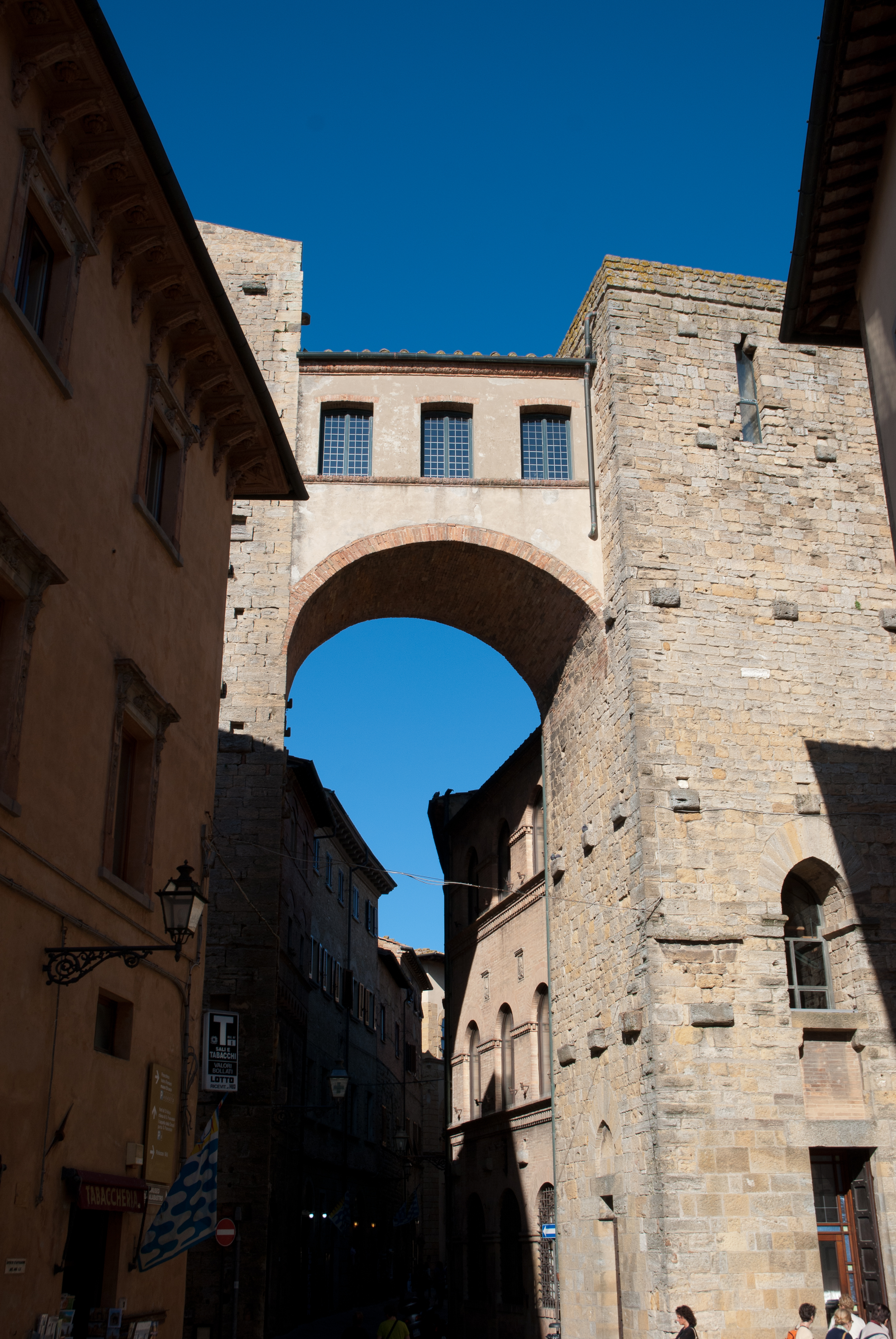
Maisons tours.
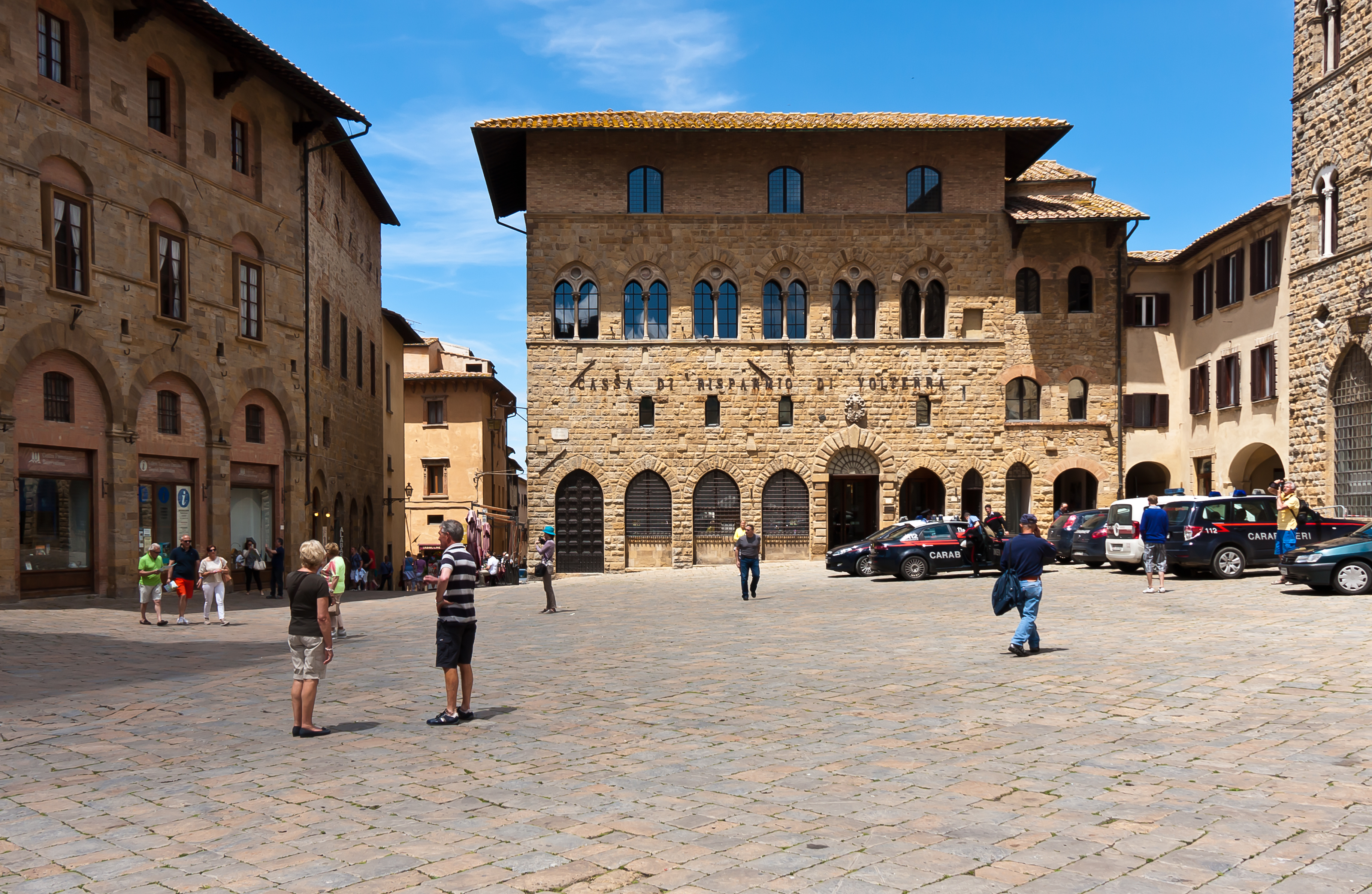
Piazza dei Priori.
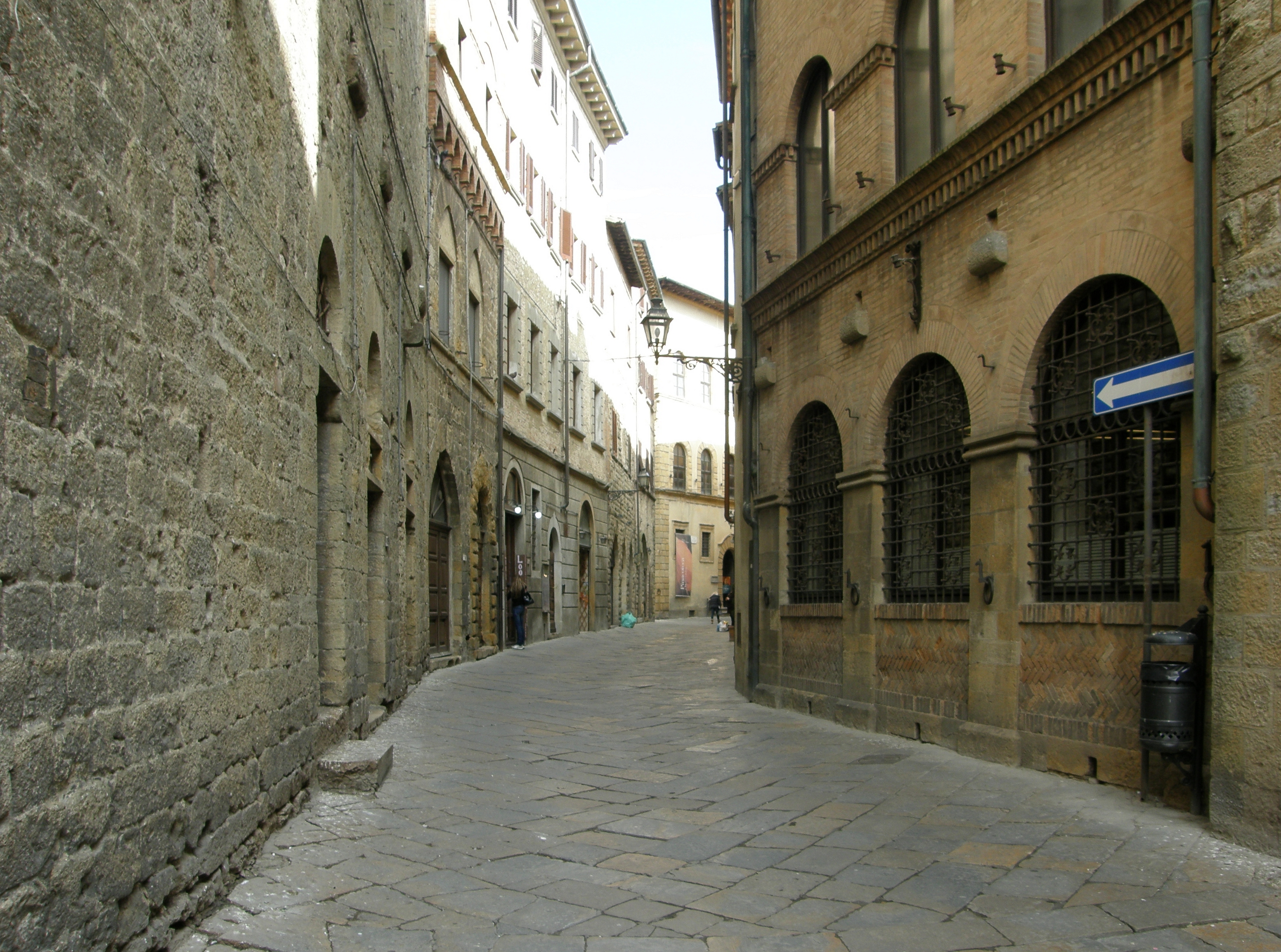
Via Bonparenti.
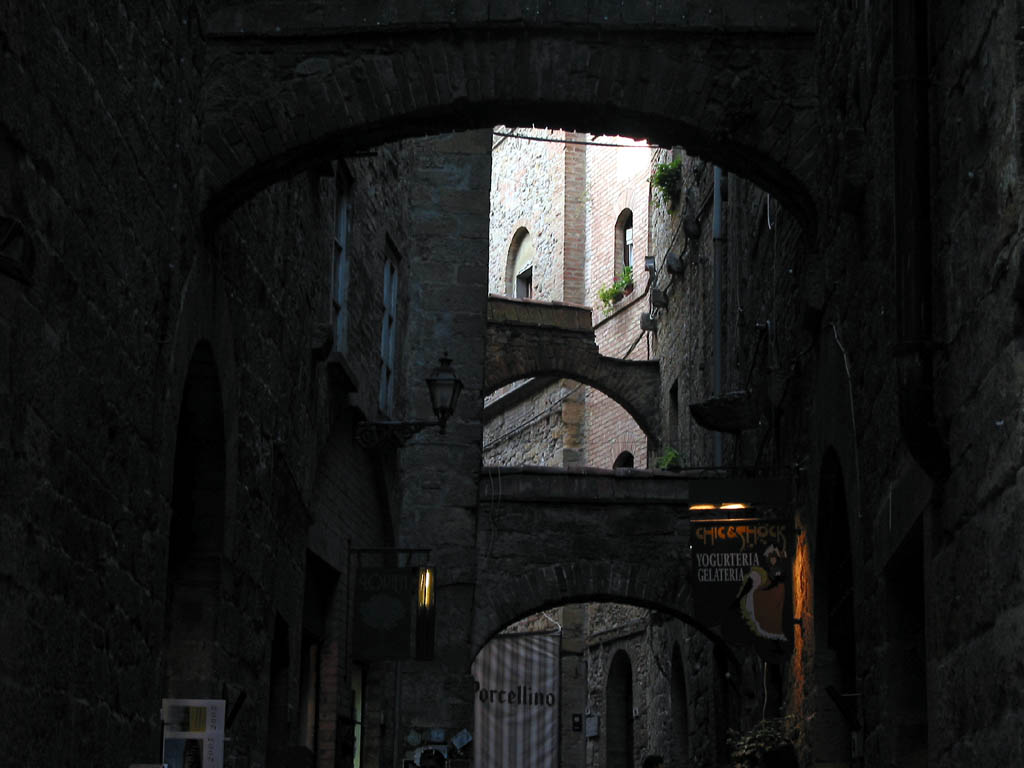
Arches dans rue médiévale.

## Personnalités nées à Volterra
- Persius Flaccus (34-62 ap. J.-C.), poète satirique
- Saint Lin, pape successeur de saint Pierre, de 67 à 76 ap. J.-C.
- Daniele da Volterra, né Daniele Ricciarelli (Volterra, 1509 - Rome, 4 avril 1566), sculpteur et peintre maniériste
- Curzio Inghirami (1614-1655), historien qui publia une étude sur des découvertes archéologiques, présentées comme étant d'origine étrusque, en réalité des faux forgés par lui-même.
- Aniello Arena, acteur principal du film Reality (2012) de Matteo Garrone, est incarcéré à perpétuité au pénitencier de Volterra[2].